# Viktor Janukovič
Viktor Janukovič (ukr. Віктор Федорович Янукович, rus. Виктор Фёдорович Янукович; Jenakijeve, 9. srpnja 1950.) bio je četvrti predsjednik Ukrajine. Broj ukrajinskih glasača koji su ga podržali za predsjednika Ukrajine iznosio je 48,9 %, čime je u drugom krugu pobijedio suparničku kandidatkinju Juliju Timošenko za 3,5 % glasova. Viktor Janukovič je po zanimanju inženjer mehanike, a do obnašanja funkcije Predsjednika Ukrajine predvodio je ukrajinsku stranku Partija regija. 
Viktor Janukovič se za vrijeme svoje političke karijere susretao s brojnim optužbama da je na političku funkciju postavljen od strane ukrajinskih oligarha koji su u tijesnim poslovnim odnosima s ruskim oligarsima, čime je njegova politika obilježena zbližavanju s politikom Rusije i užeg rukovodstva Moskve. Prema njegovim službenim stajalištima, Ukrajina u vojnom smislu treba ostati neutralna zemlja koja bi u neodređenom kraćem razdoblju trebala usvojiti visoke standarde EU i potom službeno zatražiti članstvo.

## Životopis i karijera
Viktor Janukovič je rođen u malom selu Žukovka pored gradića Jenakijeve u istočnoj Ukrajini. Rođen je u radničkoj obitelji, njegov otac je bio vozač lokomotive bjelorusko-poljskog porijekla (rođen u bjeloruskom selu Januki), dok je njegova majka bila medicinska sestra, rusko-ukrajinske etničke pripadnosti, koja je umrla kada je mladom Janukoviču bilo svega dvije godine. Bez obzira na nedoumice o njegovom etničkom porijeklu, Janukovič je više puta izjavio da se osjeća, smatra i piše etničkim Ukrajincem. 
Godine 1972., Janukovič je postao električar u lokalnom autoobusnom poduzeću, a nešto kasnije je završio tehničku školu. Godine 1980., završio je struku mehaničkog inženjera na Donjeckom politehičkom institutu. Uskoro se zaposlio kao glavni upravitelj prijevozničkog poduzeća u Jenakijevu te se učlanio u Komunističku partiju Sovjetskog Saveza. Od tada se Janukovič susreće s visokopozicioniranim sovjetskim dužnosnicima te tako upoznaje sovjetskog astronauta ukrajinskih korijena Georgija Berogovoja, koji ga je podupirao u daljnjem političkom i društvenom radu.
Od godine 1997. do 2002., obnašao je dužnost guvernera Donjecke oblasti u istočnoj Ukrajini. U razdoblju od 21. studenog 2002. do 31. prosinca 2004., obnašao je dužnost premijera Ukrajine pod predsjednikom Leonidom Kučmom. U razdoblju od 4. kolovoza 2006. do 18. prosinca 2007., obnašao je po drugi puta premijersku dužnost pod rukovodstvom predsjednika Viktora Juščenka. U prvom krugu ukrajinskih predsjedničkih izbora 2010. osvojio je 35 % glasova, odnosno izravnu podršku od preko 8 milijuna ukrajinskih glasača.

## Međunarodna suradnja i odnosi
U Washingtonu je početkom 2010. održan međunarodni summit 50 zemalja svijeta o nuklearnoj sigurnosti i razoružanju. Prvi konkretan uspjeh postignut je s političkim vodstvom Ukrajine na čelu s predsjednikom Viktorom Janukovičem, koje je najavilo da će se u duhu razvoja uspješnih međunarodnih odnosa, jačanja međunarodne stabilnosti i sigurnosti, najkasnije do 2012. godine riješiti svojih zaliha obogaćenog urana. Tim činom nuklearno naoružanje Ukrajine neće biti predmet međunarodne rasprave.  
Viktor Janukovič je nedugo nakon stupanja na predsjedničku funkciju 2010. posjetio Bruxelles, a zatim i Moskvu. U Moskvi je uz velika negodovanja postignut konkretan dogovor odnosno u Harkivu je uskoro potpisan Harkivski sporazum čime je ruskoj Crnomorskoj floti omogućen ostanak u vojnoj bazi na Krimu sve do 2042. godine. Istim sporazumom Ukrajini je pojeftinjen energent plin za 30 % od tržišne cijene čime se predviđa brzi oporavak ukrajinskog gospodarstva.
Nakon 100 dana od stupanja na predsjednčku funkciju Janukovič je izjavio kako se namjerava uhvatiti u koštac s ozbiljnim reformama koje će Ukrajinu kroz 10 godina usmjeriti i dovesti među 20 najrazvijenijih država svijeta. Prema njegovim riječima Ukrajina će u istom razdoblju dosegnuti gotovo jednake standarde s najrazvijenijim državma Europske unije koja će uz bivše sovjetske države biti ključni partner u ostvarivanju ukrajinskih političkih, društvenih i ekonomskih ciljeva.

## Građanske i međunarodne kritike
Nakon postavljanja na funkciju predsjednika, Viktor Janukovič se više puta susretao s optužbama građana i europskih institucija da vrši pritisak na ukrajinske medije zajedno s njegovom Vladom. Ukrajinski građani sugeriraju da se na intelektualce, poslovne ljude i opozicione političke dužnosnike u zemlji sve češće vrši pritisak od strane Ukrajinske sigurnosne službe (SBU - Služba Sigurnosti Ukrajine) koja se nalazi pod predsjedničkom upravom. Poseban slučaj predstavlja navodno politički motivirano uhićenje popularne političke dužnosnice u opoziciji Julije Timošenko početkom 2011. godine.
U mjesecu listopadu 2010. na snagu su stupile nove izmjene u Ustavu Ukrajine kojim se vraćaju dodatne ovlasti Predsjedniku Ukrajine (Viktoru Janukoviču) čime Ukrajina iz parlamentarno-predsjedničkog sustava ponovno postaje država s jačim predsjedničkim ovlastima. Stručnjaci navode da se svim navedenim postupcima novoizabranog predsjednika uveliko narušava ugled zemlje i uspješno započet razvoj demokratskih procesa u Ukrajini.
U svibnju 2012., ukrajinska vlada i predsjednik Ukrajine Viktor Janukovič, našli su se pred manjom međunarodnom izolacijom. Bivša premijerka Julija Timošenko, koja se od kolovoza 2011. nalazila u zatvoru zbog zloupotrebe ovlasti, odslužuje sedmogodišnju kaznu, a njezine optužbe protiv ukrajinske vlade uznemirile su Europsku uniju, koja već mjesecima od predsjednika Janukoviča traži njezino oslobađanje iz zatvora smatrajući nju i još nekoliko članova iz opozicije političkim zatvorenicima.

## Kraj političke karijere
22. veljače 2014. Janukovič je pred prosvjednicima Euromajdana pobjegao iz Ukrajine nakon čega je u ukrajinskom parlamentu svrgnut s vlasti. Novi peti i privremeni Predsjednik Ukrajine postao je Oleksandr Turčinov.

## Vanjske poveznice
- Osobna stranica Viktora Janukoviča  Arhivirana inačica izvorne stranice od 25. veljače 2010. (Wayback Machine)
- Službene stranice «Partije regija»  Arhivirana inačica izvorne stranice od 15. veljače 2011. (Wayback Machine)
- Službene stranice mladeži «Partije regija»  Arhivirana inačica izvorne stranice od 13. veljače 2010. (Wayback Machine)